# Torinetäppan

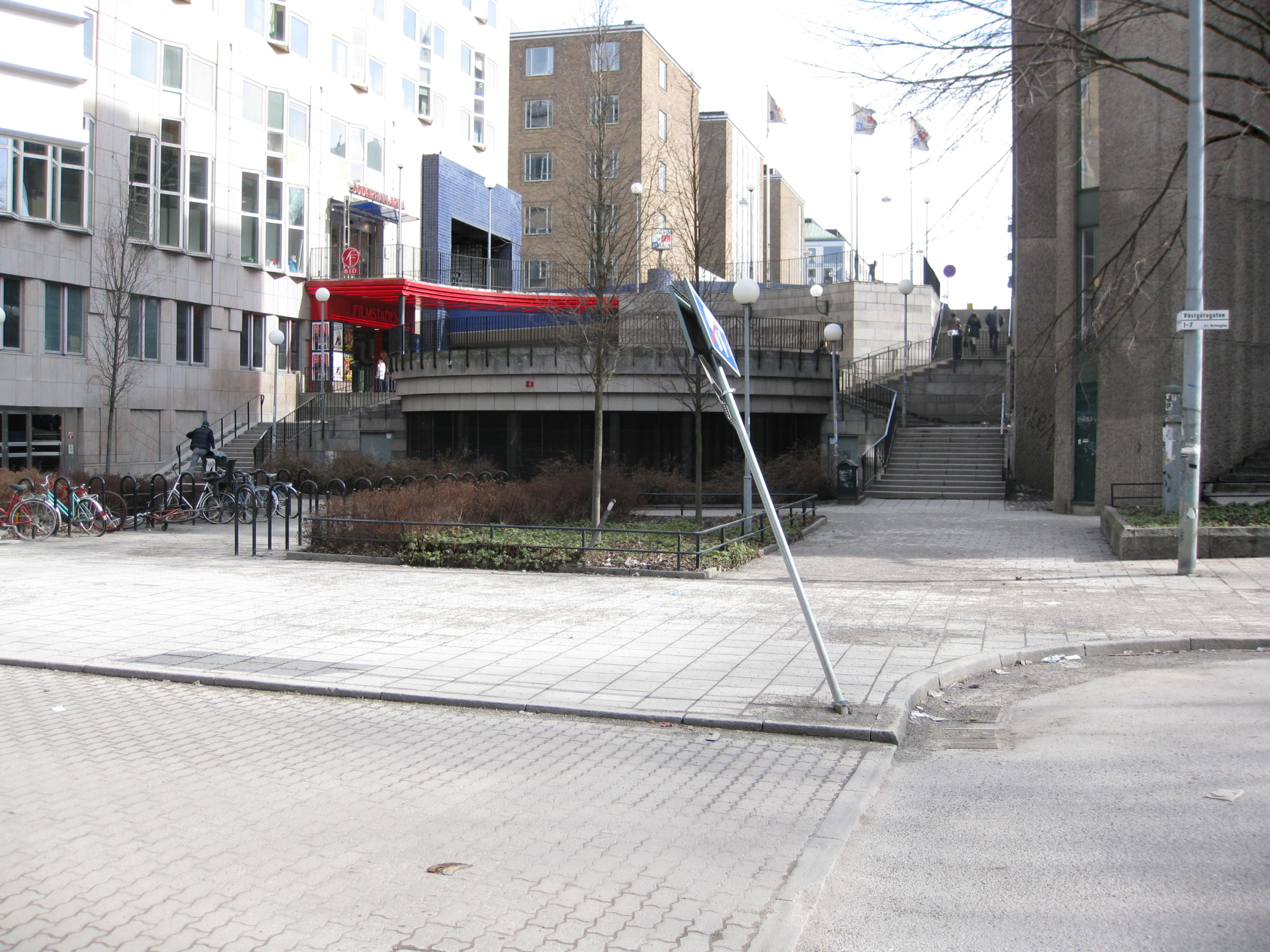
Torinetäppan och Folkungatrappan.

Torinetäppan är en mindre park på Södermalm i Stockholm. Den ligger mellan Folkungagatstrappan och Västgötagatan/Västgötagränd. Parken är cirka 20 meter lång och fick sitt namn 1989.
Parken har fått sitt namn efter Torine Torines, en legendarisk symaskinsreparatör med verkstad på Brännkyrkagatan i över 45 år (1891-1936).